# Henrik Høegh
Pour les articles homonymes, voir Høegh.
Henrik Børge Høegh, né le 25 janvier 1952 à Lolland (Danemark), est un homme politique danois, membre du parti Venstre. Il est ministre de l'Agriculture, de l'Alimentation et de la Pêche entre 2010 et 2011.

## Biographie
Après ses études secondaires, Henrik Høegh suit une formation agricole et devient agriculteur en 1974. Il occupe alors différentes responsabilités dans plusieurs organisations de représentation des agriculteurs, de sa région d'abord, puis du pays ensuite.
En mars 2007, alors qu'il est vice-président de Dansk Landbrug (da), la confédédation regroupant les différrentes associations d'agriculteurs du pays, il annonce sa candidature aux prochaines élections législatives sous la bannière du parti libéral Venstre. Il est élu député au Folketing pour la première fois lors des élections législatives anticipées de novembre. Il devient alors le vice-président de la commission des affaires européennes du Parlement.
Le 23 février 2010, il est nommé ministre de l'Agriculture, de l'Alimentation et de la Pêche à l'occasion d'un vaste remaniement ministériel dans le gouvernement du Premier ministre Lars Løkke Rasmussen.
Il est réélu pour un second mandat de député lors des élections législatives de septembre 2011, qui marquent le retour de Venstre dans l'opposition. Il devient alors le porte-parole de son groupe parlementaire pour les questions environnementales.
En mars 2013, il annonce sa candidature pour le poste de maire de Lolland lors des élections municipales du 19 novembre. En avril, il bat deux candidats, dont l'ancien député Flemming Møller (da), lors de l'élection interne pour désigner la tête de liste de Venstre pour le scrutin. Alors qu'il est rare de cumuler les fonctions de maire et de député, Henrik Høegh annonce qu'il continuera de siéger au Folketing en cas de victoire aux élections municipales. En effet, il serait remplacé en cas de démission par son premier suppléant, l'ancien député Troels Christensen (da), qui a quitté Venstre quelques mois plus tôt, faisant donc perdre un siège au parti. Le jour du scrutin, la liste de Henrik Høegh arrive en tête avec 27,7 % des suffrages, devançant légèrement les sociaux-démocrates (26,6 %). Le soir de l'élection, une majorité se dégage toutefois dans le nouveau conseil municipal pour élire la conservatrice Marie Louise Friderichsen comme maire. Cet accord est finalement annulé après que Høegh ait proposé de soutenir la candidature du social-démocrate Holger Schou Rasmussen. Høegh devient alors maire-adjoint de la commune.
Il n'est pas candidat à un troisième mandat de député lors des élections législatives de juin 2015.
Il est de nouveau tête de liste de Venstre aux élections municipales de novembre 2017 à Lolland. Ses chances de remporrter la mairie apparaissent toutefois grandement affaiblies, alors que des anciens élus de son parti ont lancé une liste dissidente, après que le soutien de Høegh à un nouveau projet de parc éolien ait divisé le groupe de Venstre au conseil municipal,. Lors du scrutin, il ne remporte cette fois-ci que 16,5 % des voix, et est nettement distancé par la liste sociale-démocrate du maire sortant, qui recueille 39,6 % des suffrages.
En octobre 2020, il annonce qu'il ne se représentera pas aux élections municipales de novembre 2021, et quittera la vie politique après le scrutin.